# Rio Oriçanga
O rio Oriçanga é um rio brasileiro do estado de São Paulo.
Nasce entre os municípios de Aguaí e São João da Boa Vista na localização geográfica, latitude 22º06'04" Sul e longitude 46º49'55 Oeste, próximo a rodovia SP-342 e próximo (provavelmente menos de 500 metros) a nascente do rio Itupeva, este curiosamente toma um trajeto diferente ou seja para noroeste (300º).
Da nascente segue em direção sudoeste (210º) do estado de São Paulo, mais ou menos paralelo a rodovia SP-342, e cruza a SP-340. Passa pelos municípios de: Aguaí, São João da Boa Vista, Estiva Gerbi (atravessa a cidade), Espírito Santo do Pinhal e Mogi Guaçu.
Se torna afluente do Rio Moji-Guaçu na localização geográfica, latitude 22º18'08" Sul e longitude 47º02'48" Oeste, próximo ao bairro denominado Fazendinha, que fica entre Conchal e Mogi Guaçu.
Percorre neste trajeto uma distância de mais ou menos 36 quilômetros.